# Agastachys odorata
Agastachys odorata är en tvåhjärtbladig växtart som beskrevs av Robert Brown. Agastachys odorata ingår i släktet Agastachys och familjen Proteaceae. Inga underarter finns listade i Catalogue of Life.